# فانوس دریایی لینگور
فانوس دریایی لینگور (به لاتین: Lyngør Lighthouse) یک فانوس دریایی در نروژ است که در تودهستران واقع شده‌است.
این فانوس دریایی در سال ۱۸۷۹ تأسیس شد و در سال ۱۹۹۷ به عنوان یک مکان حفاظت شده ثبت شد.